# UPBEAT!
『UPBEAT!』（アップビート）は、2018年4月2日からFM802で放送されているラジオ番組。

## 概要
2018年4月に行われた改編により始まった番組。番組のキャッチコピーは「1日のうちで太陽がいちばん高いところにある時間をもっと明るく！」。
加藤真樹子は、当番組が始まる前に放送されていた『FLiPLiPS』『FLOWER AFTERNOON』から通算すると約12年昼の帯番組を担当することになる。
また、女性DJがFM802で帯番組を一人で担当するのはジーン長尾、山添まり以来のことである。
2023年1月に公式X（旧Twitter）アカウントが開設された。番組公式ハッシュタグは「#アップビート」。

## 放送時間
いずれもJST。
- 月曜 - 木曜 11:00 - 14:00[注 1]（2019年10月1日 - ）

原則祝日に当たる日は「FM802 HOLIDAY SPECIAL」または「FM802 & FM COCOLO HOLIDAY SPECIAL」（FM COCOLOと同時放送）を放送するため、当番組を休止する場合がある。

### 過去の放送時間
- 月曜 - 木曜 11:00 - 13:00（2018年4月2日 - 2019年9月30日）

## DJ
- 加藤真樹子

2023年8月に加藤が新型コロナウイルス陽性となった際は以下のDJが代演した。
- 高樹リサ - 2023年8月7日
- 田中麻希 - 2023年8月8日
- 内田絢子 - 2023年8月9日
- 豊田穂乃花 - 2023年8月10日

2024年2月に加藤が諸事情で休暇中の際は以下のDJが代演した。
- 高樹リサ - 2024年2月26日
- ハタノユウスケ - 2024年2月27日
- 豊田穂乃花 - 2024年2月28日 
- 田中麻希 - 2024年2月29日

## コーナー
☆印は『FLiPLiPS』時代から引き継がれたコーナー。

### 現在のコーナー
2025年7月現在
カトールーレット
月曜 - 木曜
あるお題で選ばれた楽曲5曲が入っているルーレットを回して選曲するコーナー。ルーレットは各時間に1回回され、ルーレットにある楽曲が視聴者からリクエストされている場合は優先的に選曲される。
ルーレットのお題と楽曲は番組放送中に公式X（旧Twitter）でも発表される。
週間カトピック
水曜 11:25 - 11:45
加藤が1週間の間に行ったことや気になるトピックを紹介するコーナー。
アップビーター
月曜 - 木曜 11:45 - 11:50
加藤が扮するアップビーターが応援しながら、お昼前の時間に頑張れる楽曲を選曲する。日によっては登場しないまま、楽曲を選曲する場合もある。
沢井製薬 Heartfull Voice ☆
月曜 - 木曜 12:00 - 12:10
沢井製薬提供。毎日一人に電話を繋ぎ、昼食のメニューや「いただきます」を言ってもらうコーナー。
また、Xはハッシュタグ「#802いただきます」が付けられたリスナーの昼食写真を募集。その中で今週最も美味しそうな写真を投稿したリスナーは公式サイトで紹介される。
電話で「いただきます」を言ったリスナーと公式サイトで写真が紹介されたリスナーにはオリジナルコラボランチグッズがプレゼントされる。
ハービス MAKES YOUR MOMENT
木曜 12:20 - 12:40
ハービス提供。テーマに沿ったメッセージを募集し、紹介するコーナー。リクエストメッセージを送った中から抽選でハービスで使える1万円分の商品券がプレゼントされる。
満腹リクエスト
月曜 - 木曜
これを聴いたら午後を頑張れる（心が満腹になる）楽曲を募集し、毎日12時台ラストに選曲する。
だいたい1時過ぎの802
月曜 13:10 - 13:20
過去の今日という日の13時過ぎにFM802で流れていた楽曲を流す。当時の曜日、大阪の天気、オンエアされていた番組も紹介する。
食卓バイプレイヤーズ
火曜 13:10 - 13:20
普段は食卓の脇役ながら、時には主役・メインの座を奪うといった食卓を彩る愛すべき飯のお供を紹介する。
叶えやすいようび
水曜 13:10 - 13:20
リスナーやゲストアーティストの叶えたいことを紹介するコーナー。
週末かとりっぷ ☆
木曜 13:10 - 13:20
週末に出掛けたいスポットを加藤が実際に行き、案内する。行ったスポットの写真は公式ページの他、加藤のInstagramにも掲載される。
2025年3月まではtabiwaトラベル提供。また、遠出バージョンと題して関西から行ける旅行も紹介しており、その際は日本旅行提供となった。
ビート企画
お弁当のおかずやおにぎりの具材、放送週に発売するアーティストのアルバム等、特定の期間を通して特定のテーマを設けて行うコーナー。
コナンのコーナー
原作を愛読している加藤が、不定期で『名探偵コナン』の単行本の感想や「劇場版名探偵コナン」の全作品の中から1作品を紹介する。紹介後は『名探偵コナン』で使用された楽曲を流す。

### 過去のコーナー
ローソン HOT!HOT!SNACK!
月曜 11:25 - 11:45
ローソン提供。ローソンの定番商品からあげクンのキャッチコピーをリスナーに考えてもらい、紹介するコーナー。
TESCOM ROCK & DISH
火曜 12:20 -12:40
FM802料理部として活動している伊地知潔（ASIAN KUNG-FU GENERATION）と金澤ダイスケ（フジファブリック）がその活動報告とオススメの料理を紹介するコーナー。2024年まではエレコムが提供だったが、2025年からはテスコムが提供となっている。
SHEE BY LITS 炭酸パックVC Be Happy
木曜 12:20 - 12:40
SHEE BY LITS 炭酸パックVC提供。SHEE BY LITS 炭酸パックVCを販売しているお店に802 DJが訪問し、電話レポートするコーナー。
TXT GARAGE MUSIC PIT
木曜 12:20 - 12:40
ティーバイティーガレージ提供。ドライブにまつわるアレコレを紹介するコーナー。
ハービス MAKES YOUR MOMENT
木曜 12:20 - 12:40
ハービス提供。毎週テーマを設けたリスナーからのメッセージを募集し、情報交換するコーナー。また、2024年11月で20周年を迎えるハービスの情報を紹介する。
井村屋 MUSIC BAR
木曜 12:20 - 12:40
井村屋提供。あずきバーをイメージしたリクエストを募集し、その楽曲を選曲する。リクエストメッセージを送った中から抽選で「井村屋あずきバー&こしあんバー 食べ比べセット（25本入り）」がプレゼントされた。
イオンモール橿原 START ME UP
木曜 13:20 - 13:40
イオンモール橿原提供。「この春始めたいこと、始めたこと」をリスナーから募集し、紹介するコーナー。また、毎週加藤がイオンモール橿原で購入したものを番組公式ページで紹介し、リクエストメッセージを送った中から抽選でプレゼントされた。
ヒガシマル醤油 Hang out Kitchen
水曜 13:20 - 13:40
ヒガシマル醤油提供。心斎橋BIGSTEPで2025年1月31日から開催中の「音食キッチン」の情報や、リスナーのずっと食べてきた味について募集を行い、紹介する。
きんえいアポロビル・あべのルシアス Happy Theater
水曜 13:20 - 13:40
きんえい提供。劇場公開の『名探偵コナン 100万ドルの五稜星』の魅力を紹介する。また、『名探偵コナン vs. 怪盗キッド』のテーマソングを歌ったWANDSを迎えた公開収録を行い、2024年3月13日に放送された。
しあわせの菓子パン
火曜 13:20 - 13:40
食べるとしあわせな気分になる菓子パンを紹介する。放送時に紹介した菓子パンを販売するお店は番組公式ページでも紹介される。
水曜ご褒美
水曜 13:20 - 13:40　　
週のど真ん中、頑張った自分へのご褒美にぴったりなものを紹介する。
水曜一行朗読会
水曜 13:20 - 13:40
毎週アーティストが大切にしている一文を朗読してもらい、その一文を大切にしている理由をトークしてもらうコーナー。
tabiwa with you
木曜 13:20 - 13:40
JR西日本提供。リスナーから北陸、瀬戸内、山陰エリアの旅行にまつわるお話を募集し、紹介する。
コーナー内で募集していた内容は前述の週末かとりっぷに引き継がれている。
癒しのYOU
火曜 13:20 - 13:40
Xのハッシュタグ「#癒しのYOU」もしくは前述の番組公式ハッシュタグが付けられたリスナーの癒しになる動物を紹介するコーナー。
プチ贅沢マンデー
月曜 13:10 - 13:20
週の始まりの月曜日に小さな贅沢を紹介するコーナー。
COLE HAAN Move On Up
月曜 13:20 - 13:40
COLE HAAN提供。この春気になるコーデやこんなアイテムをゲットしたというメッセージをリスナーから募集し、紹介するコーナー。
念力リクエスト
木曜 11:25 - 11:45
ホームページのリクエストフォームへ書くのが面倒なリスナーの念力に応えて楽曲を流すコーナー。